# B the First
A B the First budapesti indie rockzenekar 2011-ben alakult. Pély Barna a formációt Péterfi Attila basszusgitárossal hozta létre, majd csatlakozott hozzájuk Kottler Ákos dobos.

## Történet
Az együttes 2011 nyarán alakult Budapesten. Koncertezni kezdtek, ahol Pély Barna szerzeményei mellett a koncerteken olyan világsztároktól választottak dalokat,- amiket természetesen saját stílusukban játszottak-, mint pl. Britney Spears, Rihanna, Jamiroquai vagy akár Bruno Mars. 2012 nyarán jelent meg az első nagylemez, amelyről a Shake it, és a Sexy Butterfly című dalokhoz videóklip is készült. 2012 novemberében meghívást kaptak a Petőfi Rádió MR2 Akusztik című műsorába. 2014-ben felkérték őket, hogy az Origo egyik oldalán online gitáriskolát indítsanak. Majd ennek folyományaként elindult a zenekar tehetségkutató versenye is, amely a formáció nevét viselte, és az ehhez íródott B the First című dalhoz 2014 tavaszán videóklipet is forgattak. 2014 májusában megjelent a második nagylemezük, amelyen helyet kapott a tehetségkutató dala is. 2015-ben jelent meg harmadik nagylemezük majd 2017-ben adták ki utolsó albumukat, ami után Pély szólókarrierbe kezdett.

## Az első nagylemez
2012 júliusában jelent meg első nagylemezük, The First címmel, amelyen Pély Barna saját szerzeményei hallhatóak angol nyelven.

## A második nagylemez
2014. május 9-én jelent meg a zenekar második nagylemeze, Mi ez a kupleráj címmel. Ezen a lemezen már többségében magyar nyelvű dalok hallhatóak. Illetve Barna mellett szövegíróként többen közreműködtek: Varga Livius (Quimby), Egyedi Péter (Óriás), Péterfi Attila (B the First), és Fecske András István. A lemez megjelenése után rögtön elkezdte játszani a Petőfi Rádió Aztán miért… című dalukat az új lemezről.

## B the First gitársuli és tehetségkutató
A B the First 2014-ben elindította online gitáriskoláját az Origo egyik oldalán, tavasszal pedig megrendezésre került ugyanezen a platformon Magyarország első interneten keresztül zajló tehetségkutatója, amely szintén a zenekar nevét viselte, és a legjobb iskolai zenekart keresték.

## Tagok
- Pély Barna – gitár, ének
- Péterfi Attila – basszusgitár
- Kottler Ákos – dobok

## Diszkográfia

### Nagylemezek
- 2012: The First
- 2014: Mi ez kupleráj?
- 2015: Festivalpositive
- 2017: The Rooster